# Matteo Melluzzo
Matteo Melluzzo (* 29. Juli 2002 in Syrakus) ist ein italienischer Sprinter, der sich auf den 100-Meter-Lauf spezialisiert hat. 2024 wurde er Europameister in der 4-mal-100-Meter-Staffel.

## Sportliche Laufbahn
Erste internationale Erfahrungen sammelte Matteo Melluzzo beim Europäischen Olympischen Jugendfestival (EYOF) 2019 in Baku, bei dem er in 10,48 s die Silbermedaille im 100-Meter-Lauf gewann und mit der italienischen Sprintstaffel (1000 Meter) in 1:54,81 min den vierten Platz belegte. 2021 gewann er bei den U20-Europameisterschaften in Tallinn in 10,31 s die Bronzemedaille über 100 Meter und sicherte sich auch mit der 4-mal-100-Meter-Staffel in 40,18 s die Bronzemedaille. Anschließend belegte er bei den U20-Weltmeisterschaften in Nairobi in 10,49 s den sechsten Platz im Einzelbewerb und gelangte mit der Staffel mit 39,28 s auf Rang vier. Im Jahr darauf wurde er bei den Mittelmeerspielen in Oran mit 10,28 s Vierter und siegte in 38,95 s in der 4-mal-100-Meter-Staffel. Anschließend verpasste er mit der Staffel bei den Europameisterschaften in München mit 39,02 s den Finaleinzug. 2023 gewann er bei den U23-Mittelmeer-Hallenmeisterschaften in Valencia in 6,74 s die Bronzemedaille im 60-Meter-Lauf hinter dem Franzosen William Aguessy und Edhem Vikalo aus Bosnien und Herzegowina. Im Juli schied er bei den U23-Europameisterschaften in Espoo mit 10,36 s im Halbfinale über 100 Meter aus und siegte mit der Staffel in 38,92 s. 2024 kam er bei den Europameisterschaften in Rom im Halbfinale über 100 Meter nicht ins Ziel und siegte mit der Staffel in 37,82 s gemeinsam mit Marcell Jacobs, Lorenzo Patta und Filippo Tortu. Im August belegte er bei den Olympischen Sommerspielen in Paris in 37,68 s im Finale den vierten Platz im Staffelbewerb.
2024 wurde Melluzzo italienischer Meister im 100-Meter-Lauf. 

## Persönliche Bestzeiten
- 100 Meter: 10,12 s (+1,0 m/s), 29. Juni 2024 in La Spezia
  - 60 Meter (Halle): 6,65 s, 20. Januar 2024 in Ancona
- 200 Meter: 21,23 s (+1,9 m/s), 22. Mai 2021 in Syrakus